# Mojtaba Moharrami
Mojtaba Moharrami (en persa: مجتبی محرمی‎, Teherán, Irán; 16 de abril de 1965) es un exfutbolista y entrenador de fútbol de Irán que jugaba en la posición de defensa.

## Carrera

### Club
| Periodo   | Club              |
| --------- | ----------------- |
| 1978–1980 | Rah Ahan FC       |
| 1980–1985 | Shahin FC         |
| 1985–1988 | Nirouye Zamini FC |
| 1988–1997 | Persepolis FC     |
| 1997–1998 | Al-Arabi          |

### Selección nacional
Jugó para Irán en 37 ocasiones de 1988 a 1996 y anotó en cinco ocasiones, ganó la medalla de oro en los Juegos Asiáticos de 1990, participó en tres ediciones de la Copa Asiática y en los Juegos Asiáticos de 1994.

### Entrenador
| Periodo   | Club         |
| --------- | ------------ |
| 2011–2013 | Steel Azin B |
| 2013      | Persepolis B |

## Logros

### Club
- Asian Cup Winners' Cup (1): 1990–91
- Iranian Football League (1): 1996–97
- Copa Hazfi (1): 1991–92
- Tehran Provincial League (3): 1988, 1989, 1990

### Selección nacional
- Asian Games Gold Medal (1): 1990

## Estadísticas

### Goles con selección nacional
| 1.      | 3-11-1989 | Kuwait City, Kuwait               | Guinea   | 1–1 | Amistoso                                 |
| 2.      | 11-5-1992 | Salt Lake Stadium, Kolkata, India | Pakistán | 0–7 | Clasificación para la Copa Asiática 1992 |
| 3.      | 13-5-1992 | Salt Lake Stadium, Kolkata, India | India    | 0–3 | Clasificación para la Copa Asiática 1992 |
| 4.      | 2-10-1992 | Azadi Stadium, Tehran, Irán       | Camerún  | 1–1 | Amistoso                                 |
| 5.      | 9-10-1994 | Athletic Stadium, Miyoshi, Japón  | Yemen    | 4–0 | 1994 Asian Games                         |
| Fuente: |           |                                   |          |     |                                          |